# Anna Recasens Garriga
Anna Recasens Garriga   (Cambrils, c. 1998) és una antropòloga catalana, i és una dels portaveus de la plataforma Aturem Hard Rock.
Nascuda a Cambrils, es va graduar en Antropologia Social i Cultural a la Universitat de Barcelona i després es va especialitzar en Antropologia Urbana en la Universitat Rovira i Virgili. En 2019, es va presentar a les eleccions municipals de la seva ciutat en un lloc simbòlic de la llista electoral per la CUP, i és membre del Casal Popular de Cambrils El Polvorí.
Des de finals de 2022, va esdevenir un dels dos portaveus de la plataforma Aturem Hard Rock.